# Tvedes Bryggeri
Tvedes Bryggeri var et bryggeri på Vesterbrogade 140 i København. Bryggeriet var grundlagt af Hans Jørgen Tvede i 1852 og opnåede i 1880'erne at være Nordens største hvidtølsbryggeri. Bryggeriets bygninger findes endnu og er i dag indrettet til boliger, der indgår i en andelsboligforening af samme navn.
Bryggeriets oprindelse var et bryggeri etableret på Ørholm Mølle ved Kongens Lyngby, som Tvede i 1852 flyttede til København.
Efter Tvedes død 1878 overtog hans sønner Jørgen Christian Tvede og Peter Valdemar Tvede samt svigersønnen Jørgen Henrik Bruhn ledelsen. Jørgen Henrik Bruhn var, som Jørgen Martin Tvede før ham, medlem af bestyrelsen for Kongens Bryghus.
For at modstå konkurrencen fra tidens mange københavnske bryggerier gik Tvedes Bryggeri ind i konstruktionen De forenede Bryggerier, der blev oprettet i 1891, og som også inkluderede Tuborg fra 1894. Ved bryggeriet indtræden i De forenede Bryggerier trådte Jørgen Chr. Tvede og Jørgen Henrik Bruhn ind i selskabets bestyrelse. De udgjorde indtil 1905 ledelsen.
Bryggeriet blev, tillige med naboen Sorte Hest, reddet fra nedrivning, hvorefter Kristian Isager stod for den nænsomme ombygning til lejeboliger i 1992-93, og i 2006 blev ejendommen solgt til andelsboligforeningen af ejeren, Dyrlægernes og Agronomernes Pensionskasser.
De gamle produktionsbygninger er ikke fredede, men erklæret bevaringsværdige. Til gengæld blev det østre forhus (1862) og det vestre forhus med sidehus (1884 af Christian L. Thuren) fredet i 1980. Sidstnævnte gennemgik en restaurering i 2008.
Som nabo til komplekset ligger Christen Vestbergs og Jørgen Tvedes Stiftelse. Denne bygning blev også fredet i 1980.